# Ignatz Mühlwenzel
Ignatz Heinrich Mühlwenzel (c 1690 - 7 novembre 1766) est un mathématicien bohémien.

## Biographie
Ignatz Heinrich Mühlwenzel (qu'on trouve dans le Biographisches Lexikon des Kaiserthums Oesterreich sous le nom de Heinrich Mühlwenzel) était membre de l'ordre des jésuites et professeur de mathématiques à l'Université de Prague. Opticien habile, il polissait lui-même les lentilles de ses propres télescopes. On est frappé de voir que ses « descendants » mathématiques, c'est-à-dire les élèves de ses élèves, au nombre desquels figure Johann Radon, se comptent à plus de 10067,.
En 1736, il publie Fundamenta Mathematica ex arithmetica, geometria et trigonometria.